# Тройка лошадей

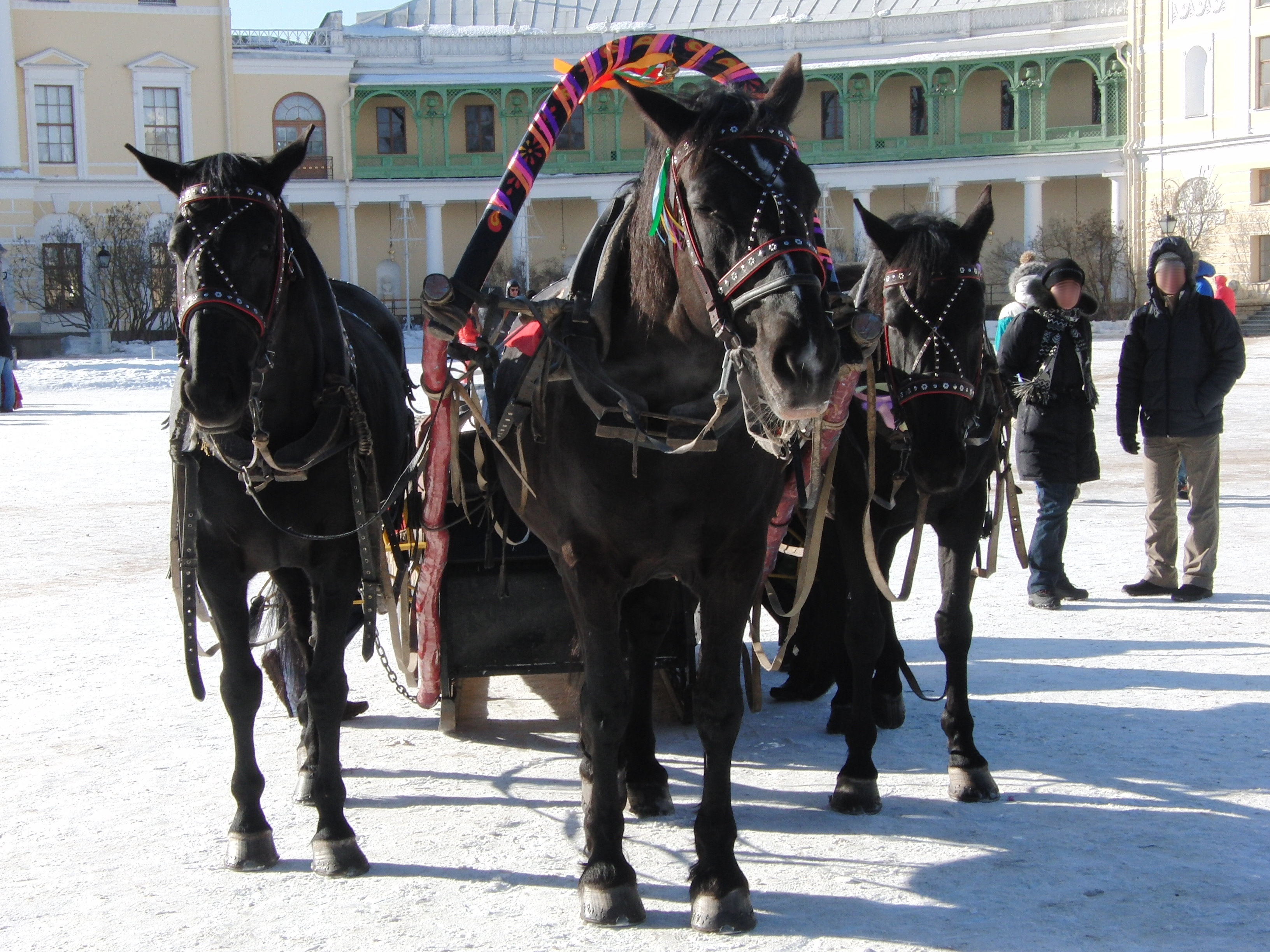
Тройка лошадей в Павловском дворце (Санкт-Петербург)

Тро́йка — старинная русская запряжка лошадей. Приспособлена для быстрой езды на длинные расстояния, в частности, быстрой доставки почты в дореволюционной России. Является единственной в мире разноаллюрной запряжкой.
Так, центральная лошадь — коренник — должен идти быстрой чёткой рысью, а лошади сбоку — пристяжные — должны скакать галопом. При этом развивается очень высокая скорость 45 — 50 км/ч. Механизм тройки заключается в том, что идущего широкой, размашистой рысью коренника, как бы «несут» на себе скачущие галопом пристяжные, пристёгнутые к кореннику постромками. Благодаря этому все три лошади медленнее устают, но поддерживают высокую скорость.
Лучшей тройкой считается та, при которой все лошади одной масти, а коренник значительно крупнее и статнее, нежели пристяжные лошади.
Возница, управляющий тройкой, располагается на повозке и управляет идущими от коренника вожжами, а также отходящими от удил пристяжных лошадей привожжеками.

## История русской тройки

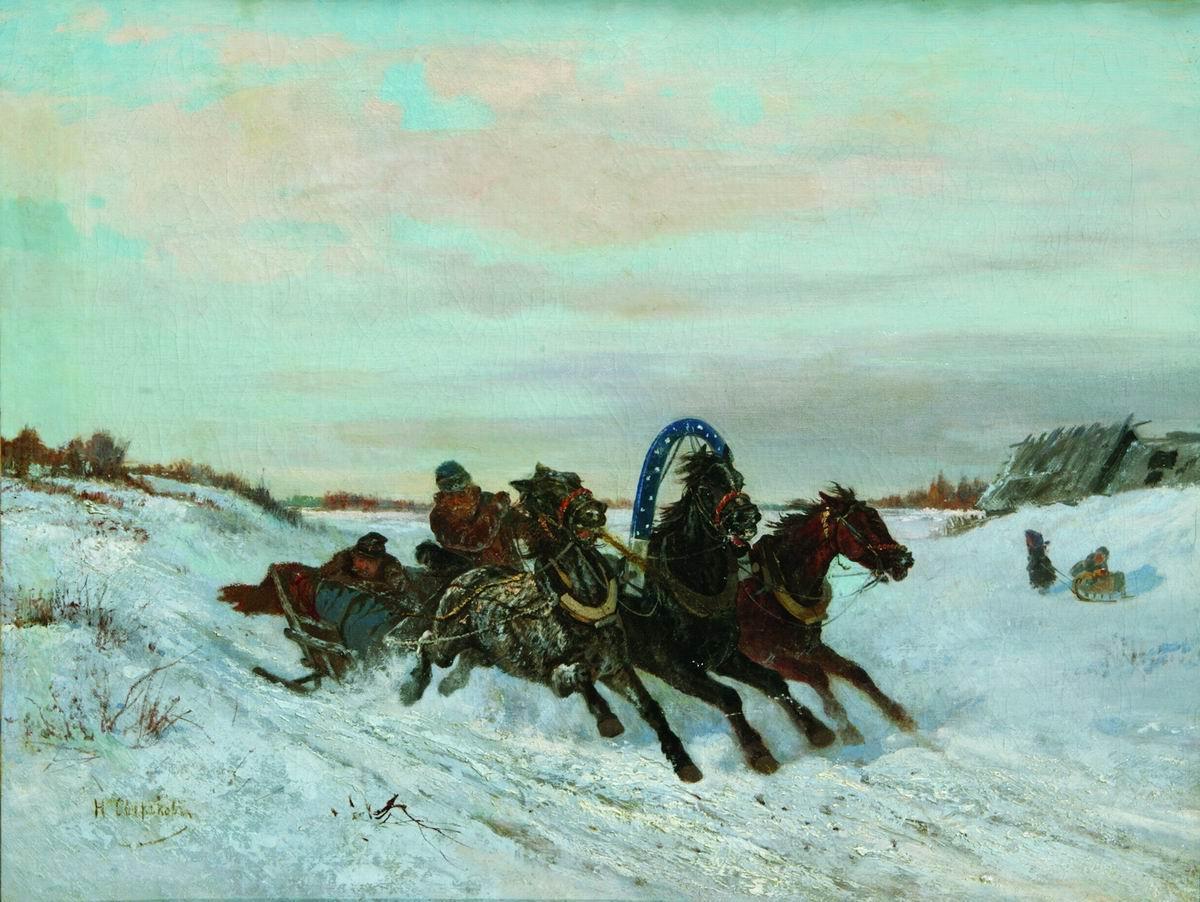
«Ямская тройка на зимней дороге», картина Николая Сверчкова, до 1898 г.

Русская тройка появилась достаточно поздно — вероятно, в XVIII столетии, и получила своё современное название в начале XIX века: впервые этот термин употребляется в почтмейстерской инструкции 1807 года. Предположительно, к возникновению тройки подтолкнуло создание в последней четверти XVIII века в России новой, т. н. «образцовой» почты. Ширина дорог позволила отказаться от бывшего традиционным на тот момент способа упряжки цугом («гусём») в пользу тройки.
Некоторые исследователи предполагают, что появлению тройки способствовала обязанность государевых ямщиков, набиравшихся из государственных крестьян, «держать на выти три мерена».
Регуляция перемещения на запряжённом тройкой транспорте стала осуществляться достаточно рано: так, 16 ноября [3 ноября] 1770 г. управляющий нарвской почтой полковник А. М. Волков[кто?] выпустил «Расписание в какое время по скольку почтовых лошадей в упряжки брать проезжающим по нарвской дороге по новоучрежденным почтовым станам». В данном документе предписывалось в периоды с 1 декабря по 15 марта и с 15 мая до середины сентября перевозить почтовые кибитки с тремя людьми в данном транспортном средстве с тремя впряжёнными лошадьми; при меньшем количестве людей в повозке — одному-двум — полагалось впрягать пару лошадей. В остальное время года в кибитку с одним пассажиром предписывалось запрягать одну лошадь, с двумя — три лошади, а с тремя — четыре. Это первое упоминание запряжки тремя лошадьми в официальных документах Российской империи и первое же разрешение на использование подобного вида запряжки. Впоследствии, в 1808 году подобные правила были распространены на всю территорию империи.
Также согласно существовавшим тогда правилам по перевозке перевозке пассажиров в почтовых повозках бубенцы и колокольчики разрешалось вешать на почтовые тройки и курьерские тройки, перевозившие важные государственные депеши. В царские времена тройка использовалась теми, кому была важна высокая скорость на длительный период времени. Помимо бар, на запряжённых тройкой повозках передвигались почтовые служащие, пожарные и т. п. Также зачастую тройки запрягались во время праздников (например, на свадьбах), когда извозчики могли «полихачить» и выпустить в галоп даже коренника.
Обычными лошадьми для тройки были некрупные и неказистые, но очень выносливые вятские лошади. Люди побогаче заводили тройку статных и крупных орловских рысаков.

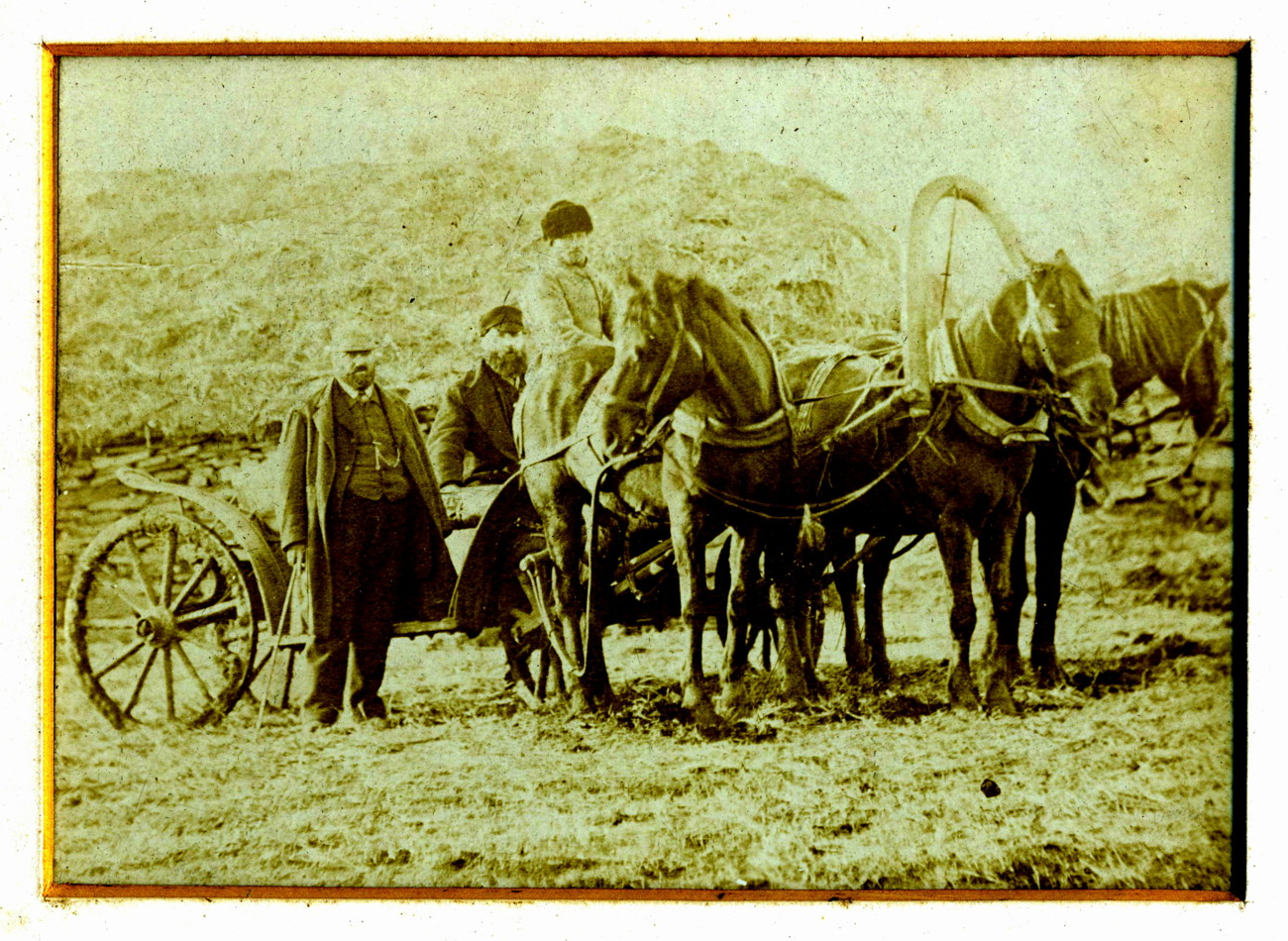
Русская тройка в окрестностях Юзовки, 1882 г. (фотография Василия Досекина)

В конце XIX века почтовый и пассажирский транспорт на лошадиной тяге выходит из употребления, и тройка с этого времени стала использоваться в развлекательных целях: для катания богатых горожан в частности; продолжилась традиция катания на запряжённых тройкой повозках во время зимних праздников, в частности, на Масленицу. Первая мировая война, приведшая к сокращению молодёжи на селе, косвенно привела традицию катания на тройках в ещё больший упадок.
С 1840-х годов на Московском ипподроме стали устраивать соревнования троек. В 1911 году тройку впервые увидели в Европе — в Лондоне на Всемирной Выставке. Коренником был рождённый в Хреновском конном заводе орловский рысак Ратник Турецкий, победитель Императорского приза (бывшего самым престижным призом до революции, разыгрывался на Петербургском ипподроме), а пристяжными были верховые стрелецкие лошади (ныне порода является вымершей, на её основе была выведена терская лошадь). Картина, на которой запечатлена та легендарная тройка, находится сейчас в музее коневодства Тимирязевской академии в Москве. В советские времена тройки почти повсеместно стали составляться из орловских рысаков, выглядела такая тройка настолько шикарно, что даже дарилась в США официальными лицами. В 1982 году на международную конскую выставку-ярмарку «Эквитану» в Германии снова привезли русскую тройку светло-серых коней. Коренник — орловский рысак Пёстрый Палас, пристяжные — лошади терской породы — потомки стрелецких лошадей. Тройке присудили титул чемпионов «Эквитаны». В 1989 году советские конники привезли на «Эквитану» новую тройку — коренник орловец Вальс, пристяжные — терские лошади Цегель и Циэмир. Зрители аплодировали стоя этой тройке, когда все три лошади легко и свободно выписывали в манеже круги, «восьмёрки», повороты и другие элементы фигурной езды. Однако к 1990-м годам интерес к тройке в России упал настолько, что существование этой уникальной для России запряжки встало под угрозу гибели. Мастеров, умеющих управлять таким сложным видом запряжки осталось так же мало, как мало осталось и орловских рысаков.
Однако вовремя взявшиеся за дело энтузиасты и члены Российской ассоциации «Содружество», созданной в середине 1990-х годов во главе с А. М. Ползуновой спасли национальное достояние России. По инициативе «Содружества» в некоторых городах России, таких как Ярославль, Кострома, Москва, Вологда были учреждены этапы «Кубка России» для русских троек с финалом в Москве.
Благодаря участию «Ассоциации» к спасению русских троек была привлечена даже Французская рысистая ассоциация во главе с графом Домиником д‘Беллегом. В 2000 году впервые в рамках «Дней Франции» на московском ипподроме, учреждённых на деньги французской стороны, был проведён дорогостоящий приз «Венсеннского ипподрома» для троек, где приняли участие три тройки. В ответном визите в Париж в декабре 2000 года русские тройки впервые продемонстрировали французской публике свою уникальную красоту и стремительный бег на крупнейшем в мире беговом ипподроме Венсенн.
С тех пор «Дни России» во Франции и «Дни Франции» в России стали постоянным событием на Московском и Венсеннском ипподромах, а тройки — постоянными участниками этих мероприятий. Так, в розыгрыше приза «Венсеннского ипподрома» в 2006 году на Московском ипподроме приняло участие семь троек, которые пришлось разделить на два заезда, так как все тройки одновременно (21 лошадь) не могли уместиться на дорожке ипподрома.

## Соревнования русских троек

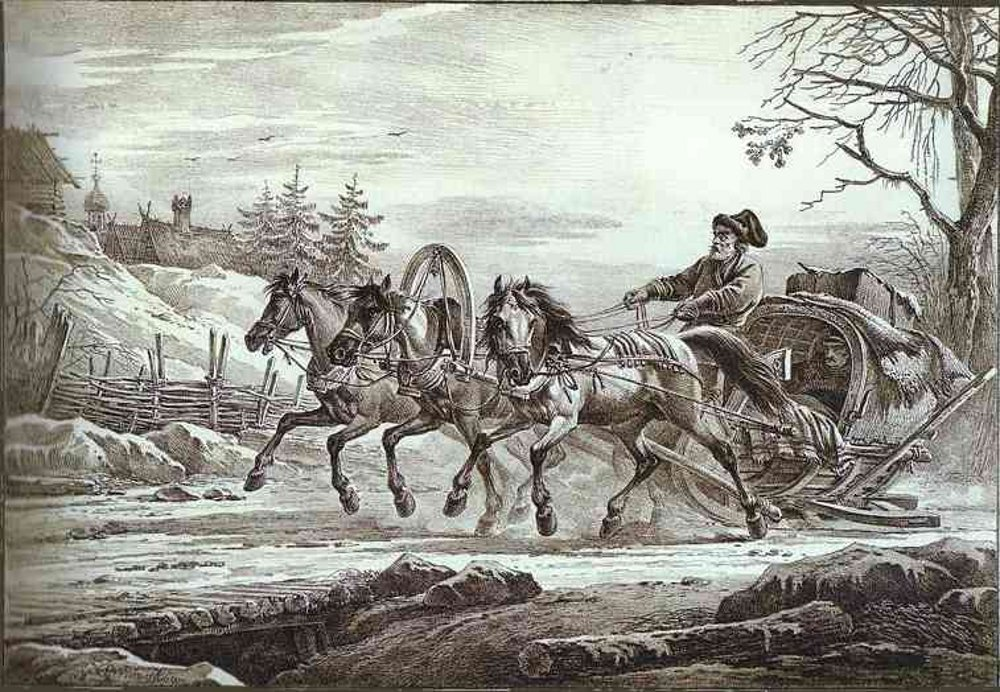
Путешествие в кибитке, литография Александра Орловского (1819 г.)

Соревнования русских троек сегодня приобретают всё большую популярность. Они проходят в два этапа. В первый день нарядные, украшенные бубенцами и лентами лошади с нарядно одетыми наездниками и их помощниками выезжают соревноваться в фигурной езде, где наездник сам управляет всеми тремя лошадьми, показывая своё мастерство, а лошади должны выполнить различные фигуры — «вольты», «восьмёрки» и т. д.
Судьи оценивают не только чистоту выполнения всех элементов, но и общее впечатление от тройки: съезженность лошадей, их реакцию на происходящее вокруг них. Украшения в едином стиле у лошадей, наездника и помощников и одна масть всех трёх лошадей оценивается выше. Во второй день соревнований проводится соревнование на резвость. В этом случае лошадям надевают беговую упряжь, защитные приспособления от травм, наездник и помощники надевают простую спортивную форму со шлемами. Здесь помощники активно помогают наезднику в управлении: в то время, как наездник управляет идущим резвой рысью коренником, помощники держат под контролем скачущих галопом пристяжных.
Лучшие тройки сегодня можно увидеть в Москве на ипподроме. Приезжают сюда и тройки из Костромы, Ярославля, Саратова, Калуги, Владимира, Вологды и других старых русских городов.
Самой знаменитой тройкой последних лет[когда?] стала тройка светло-серых лошадей Московского конного завода с коренником породы русский рысак Александритом (Рагби’с Стар — Ассамблея 1992), пристяжные — орловские рысаки Приз и Виток.

## В искусстве
- Знаменитый образ России как «птицы-тройки» описан Николаем Гоголем в поэме «Мёртвые души»:

Не так ли и ты, Русь, что бойкая необгонимая тройка несешься? Дымом дымится под тобою дорога, гремят мосты, все отстает и остается позади.

Остановился пораженный божьим чудом созерцатель: не молния ли это, сброшенная с неба? что значит это наводящее ужас движение? и что за неведомая сила заключена в сих неведомых светом конях?Мёртвые души, том 1, глава 11
- Образ тройки использовался в заставке к новостной телепрограмме «Вести» на канале Россия-1 в 1991—1993 и 2002—2015 гг. Именно эта тройка снята в заставке к программе «Вести» на канале «РТР». В частности, в заставке[какой?] фигурирует вышеупомянутая тройка с Александритом, Призом и Витком[источник не указан 411 дней].
- Данная упряжка упоминается в стихотворении «Сон русского на чужбине» поэта-декабриста Фёдора Глинки 1826 года. В 1828 году отрывок стихотворения был положен на музыку композитором Алексеем Верстовским, сочинённый Верстовским романс стал известен под названием «Вот мчится тройка удалая»[4].

### В филателии

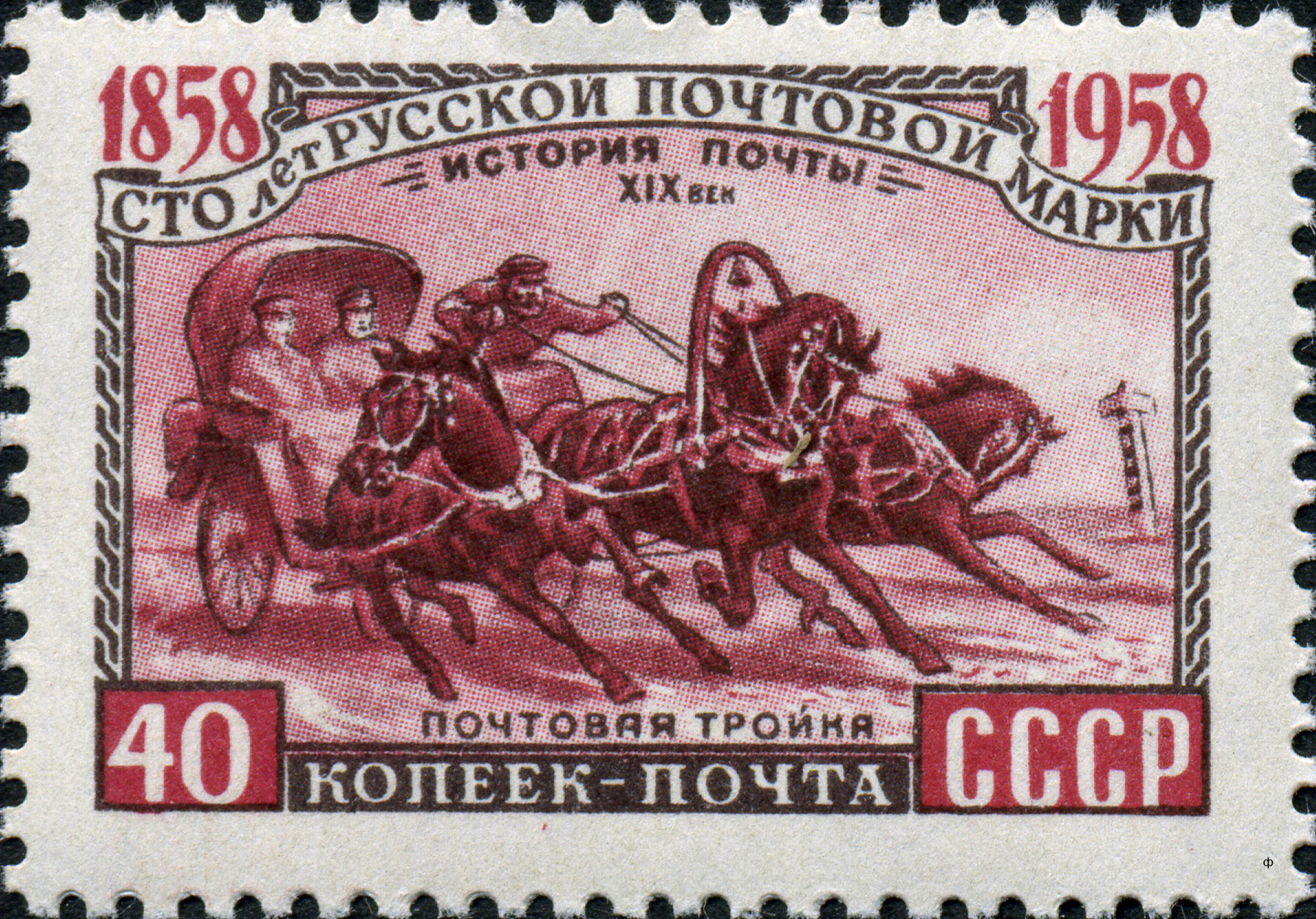
Почтовая марка СССР, 1958 год. Почтовая тройка
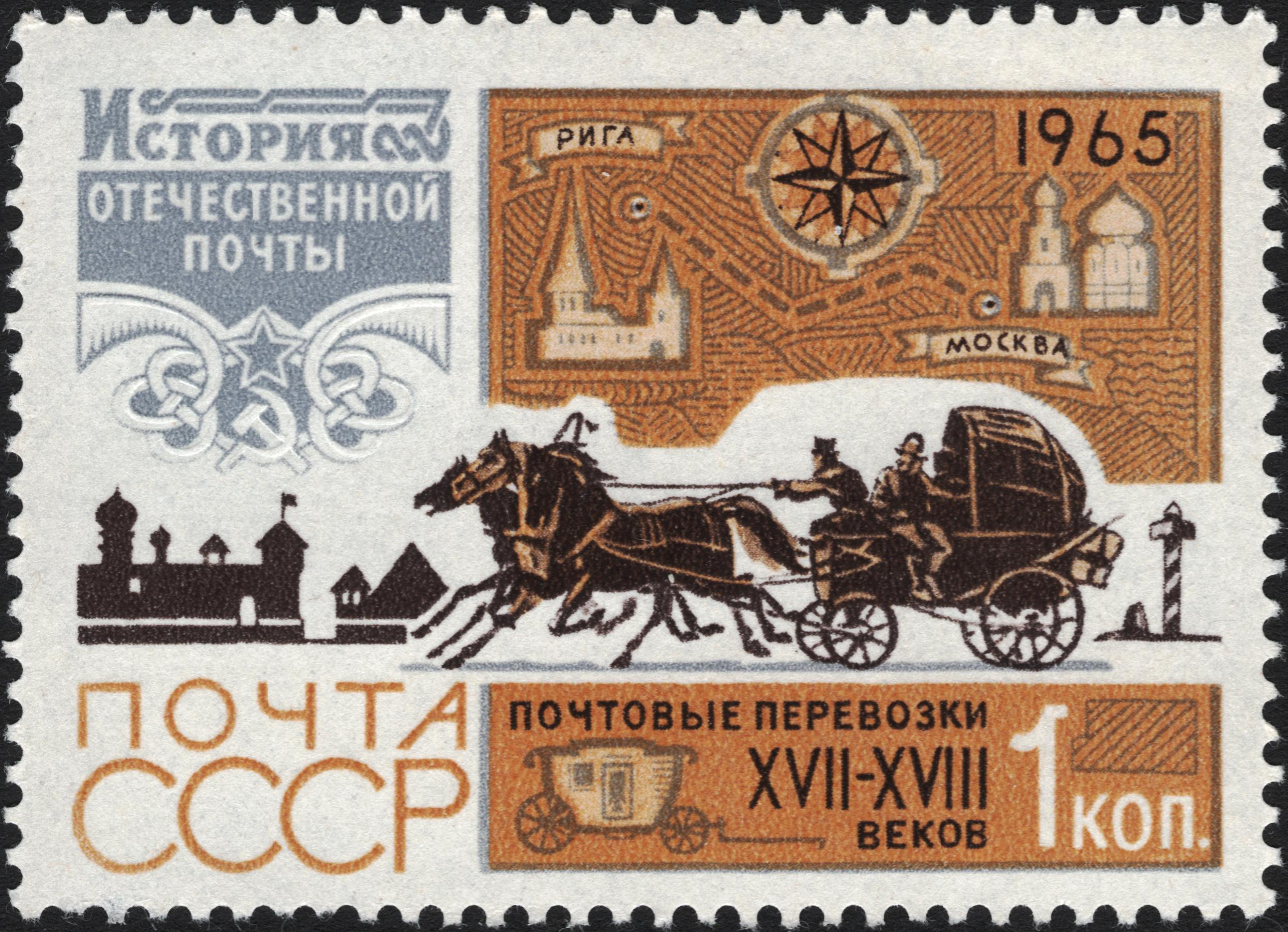
Почтовая марка СССР, 1965 год. Почтовая тройка
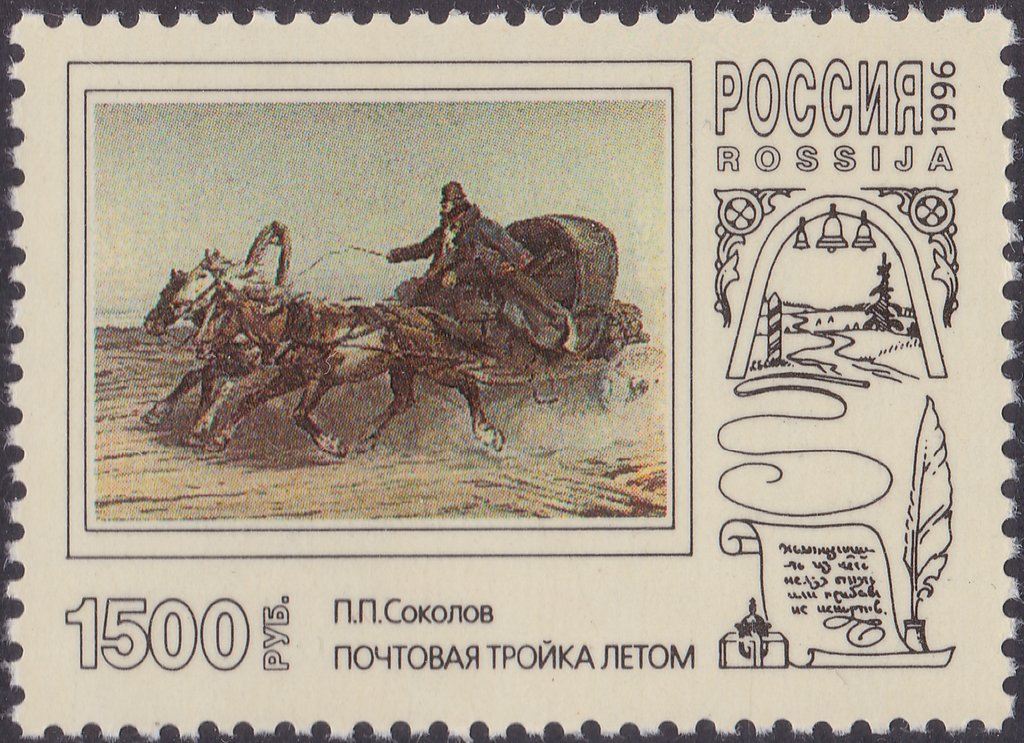
Почтовая марка 1996 год. П. П. Соколов. «Почтовая тройка летом» (дата написания картины неизвестна).
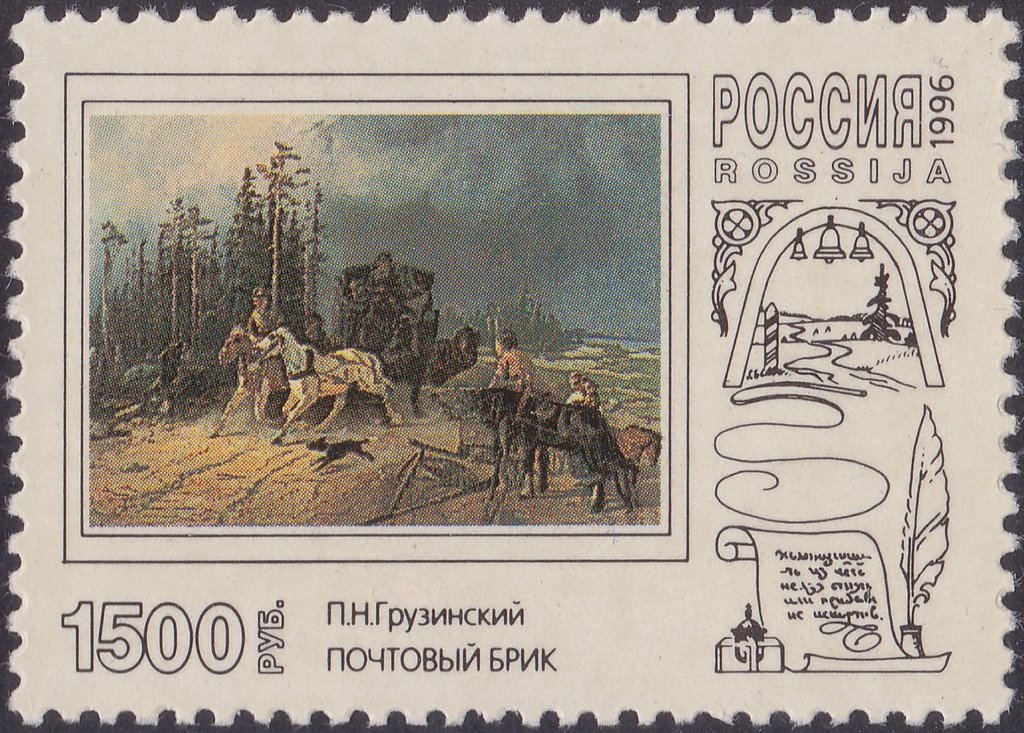
Почтовая марка, 1996 год. П. Н. Грузинский. «Почтовый брик» (1885).
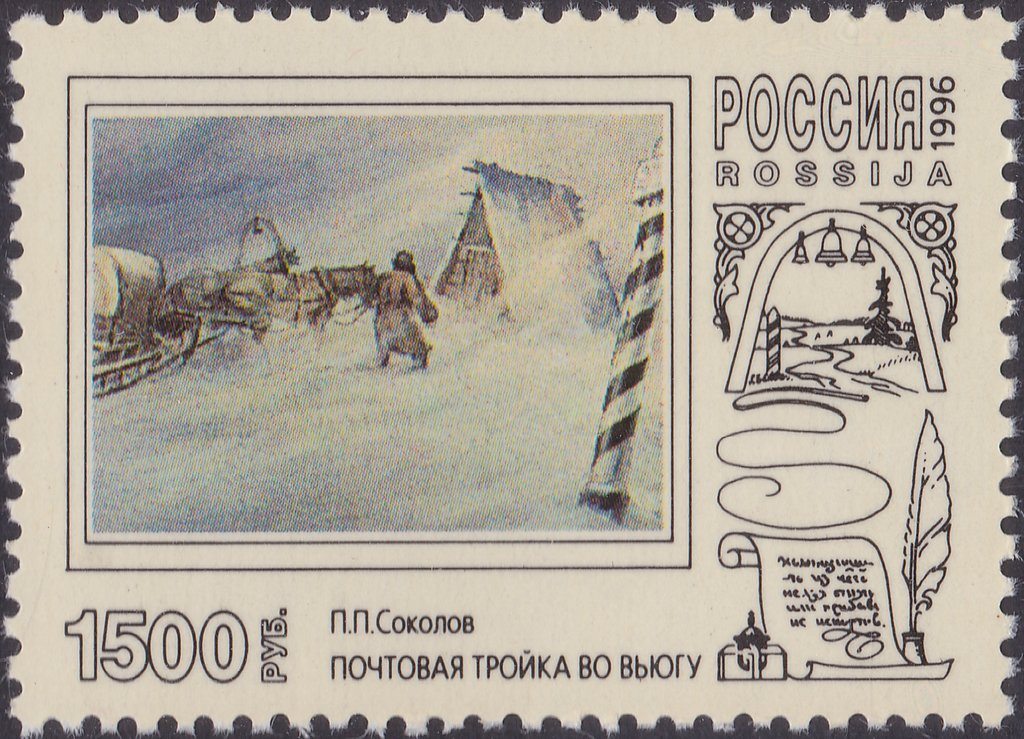
Почтовая марка, 1996 год. П. П. Соколов. «Почтовая тройка во вьюгу» (дата написания картины неизвестна).
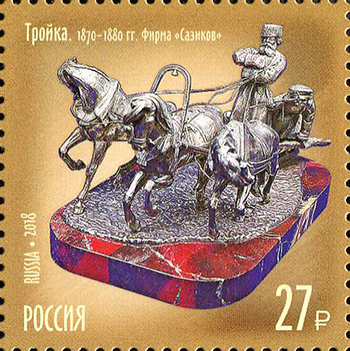
Почтовая марка 2018 год. Ювелирное изделие «Тройка» фирмы «Сазиков».